# Chrono des Nations 2011
De Chrono des Nations 2011 werd verreden op 16 oktober in Les Herbiers,  Frankrijk. De tijdrit maakte deel uit van de UCI Europe Tour 2011 en ging over 48 kilometer. De wedstrijd werd met ruim twee minuten verschil gewonnen door Tony Martin, die met een gemiddelde snelheid van 51,124 km/h over het parcours raasde.

## Uitslag
| Plaats  | Naam            | Ploeg               | tijd    |
| ------- | --------------- | ------------------- | ------- |
| Winnaar | Tony Martin     | Team HTC-High Road  | 56'20"  |
| 2       | Gustav Larsson  | Saxo Bank-Sungard   | + 2'03" |
| 3       | Alex Dowsett    | Team Sky            | + 2'50" |
| 4       | Stef Clement    | Rabobank            | + 3'20" |
| 5       | David Millar    | Team Garmin-Cervélo | + 3'51" |
| 6       | László Bodrogi  | Team Type 1         | + 3'58" |
| 7       | Stijn Devolder  | Vacansoleil-DCM     | + 4'05" |
| 8       | Lieuwe Westra   | Vacansoleil-DCM     | + 4'10" |
| 9       | Thomas De Gendt | Vacansoleil-DCM     | + 4'53" |
| 10      | Markel Irizar   | Team Radioshack     | + 5'00" |